# کایتوم
کایتوم (به آلمانی: Keitum) یک منطقهٔ مسکونی در آلمان است که در Sylt واقع شده‌است.